# Зорана Шијачки
Зорана Шијачки (Кикинда, 1970) је дипломирани филолог. Бави се родним питањима од 2000. године и то у владином и невладином сектору.

## Биографија
Зорана Шијачки рођена је 1970. године у Кикинди. Данас живи у Новом Саду. Дипломирала је српску и компаративну књижевност на Филолошком факултету Универзитета у Београду.
Радила је на родним питањима како у владином тако и у невладином сектору. Бавила се различитим осетљивим групама од 1995. године. Залагала се за жене из ромске популације које су чак двоструко дискриминисане, као жене са ограниченим људским правима, али и у оквиру саме ромске заједнице. 
Уредила је неколико књига, пише и објављује песме.
Радила је на укључивању родне равнопраности у јавну управу, организовала обуку и тренинге из родне анализе, бавила се социјалном политиком ЕУ.
Коауторка је првог онлајн курса о родној равноправности на српском језику. Ауторка је курса Европска унија и родна равноправност.

### Каријера
- Саветница за родну равноправност је у Канадској агенцији за међународни развој и менаџмент од 2004. године до данас. Има саветодавну улогу у програмима и пројектима у области владавине права, здравља и образовања.[3]
- Саветница за равноправност полова у Покрајинском секретаријату за рад, запошљавање и равноправност полова у Новом Саду од 2002. до 2007.[4]
- Координаторка програма Фонда за отворено друштво, Београд (канцеларија у Новом Саду)у периоду од 1995. до 2002. године. Руководила је и координисала програме у области младих и деце са инвалидитетом, Рома и других етничких мањина, избеглица и жена.[3]

## Чланство у организацијама
- Удружење грађана
- Асоцијација пословних жена Паж, Нови Сад

Била је у удружењима консултанткиња за израду пројеката од 2008. године и данас.